# Batab
Batab war der Titel des Ortsgouverneurs oder Stadtfürsten der Maya.
Die Stellung eines Batab ist bereits aus der Klassik, so aus Tikal, bekannt. In den Fürstentümern (Mayathan: cuchcabal) der Postklassik auf Yucatán, die wie bspw. Hocabá, Sotuta oder Maní zentralisiert beherrscht wurden, nahm der Batab die Stellung eines lokalen Statthalters des Halach Huinik ein und war häufig mit diesem auch verwandt. In denjenigen Jurisdiktionen, die keine Zentralgewalt hatten, nahmen die Batab die Entscheidungsgewalt allein war. Dies geschah bspw. in Cupul oder Ah Kanul kooperativ. Diese Provinzen wurden von den gleichnamigen Herrscherfamilien dominiert, das heißt, sie stellten auch die Mehrheit der Batab. Anders jedoch als bspw. in Chikinchel, wo sich die Batab auch untereinander bekämpften.
Ein Batab war ein weltlicher, militärischer und religiöser Führer über einem Ort. Er nahm Tribute entgegen, wirkte als Richter und häufig auch als Priester und Feldherr. Bei größeren kriegerischen Unternehmungen war er jedoch u. U. dem Halach Hunik oder einem Nacom in der militärischen Befugnis nachgeordnet.
Die Stellung eines Batab war dem Adel vorbehalten und wurde patrilinear vererbt.
In der Zeit nach der Konquista wandelte sich die Stellung bzw. die Bezeichnung des Batab häufig zu einem Kaziken oder Gouverneur. Die alteingesessenen Familien konnten dennoch mehrheitlich, teilweise bis ins 18. Jahrhundert, ihre Stellung halten, wobei sich die Funktion eines Batab mehr und mehr zu der eines Bürgermeisters wandelte.